# Білий Кролик
Білий Кролик — вигаданий антропоморфний персонаж з книги Льюїса Керрола "Аліса у Дивокраї", написаної у 1865 році. Він з'являється на самому початку книги, в першому розділі, одягнений у камзол і бурмочучи: "Ой лишенько! Ой лишенько! Я запізнююсь!" Аліса слідує за ним до Країни Див через кролячу нору. Згодом Аліса зустрічає його знову, коли він приймає її за свою служницю Мері Енн, і вона застряє в його будинку, вирісши до величезних розмірів. Білий Кролик з'являється ще раз у останніх розділах, виконуючи роль герольда Короля та Королеви Червів.